# Bom Jesus da Lapa
Bom Jesus da Lapa
Macapá è un comune del Brasile nello Stato di Bahia, parte della mesoregione di Vale São-Franciscano da Bahia e della microregione di Bom Jesus da Lapa.
In una grotta scoperta 350 anni fa è ospitato il Santuário de Bom Jesus da Lapa, uno dei santuari più popolari di tutto il Brasile.